# Paulie Gualtieri
Ficheiro:The Sopranos Paulie.jpg
Peter Paul "Paulie Walnuts" Gualtieri (c. abril de 1944) é um personagem fictício da série de televisão americana The Sopranos, da HBO, interpretado por Tony Sirico. Paulie, como é conhecido, é um caporegime (capitão) da família DiMeo no início da série, e posteriormente se torna um "sub-chefe" (underboss) da organização.